# Disney Springs West Side
West Side est une des trois zones de Downtown Disney Floride, un complexe commercial de Walt Disney World Resort, située dans le prolongement de Pleasure Island le long du Lake Buena Vista.
Cette zone de 26 hectares a ouvert le 15 septembre 1997, et englobe le AMC Theatre (cinéma construit en 1989 et agrandi en 1996) et le Planet Hollywood (construit en 1994) qui avant n'étaient pas inclus dans Pleasure Island.
L'espace fut agencé par un cabinet d'architecte, le Rockwell Group. Toute la zone est piétonne et un immense parking se déploie au sud, jusqu'au Marketplace. La plupart des bâtiments sont des concepts associant restaurant-boutique et parfois salle de spectacle dans une même ambiance ou sur un thème. On retrouve ces concepts dans la plupart des grandes villes. Ainsi on retrouve un Planet Hollywood, un Rainforest Cafe (dans Marketplace) et un House of Blues.

## Description de la zone
Il est possible de découper la zone en quatre blocs. Le premier est celui d'origine à l'entrée de Pleasure Island, une grande fontaine l'orne, on pourrait l'appeler Movies' Plaza. Ensuite seul le dernier bloc, le plus à l'est, est différent des autres car il accueille un cirque, ce pourrait être le Circus Block. Nous appellerons[style à revoir] les deux blocs East Block et West Block pour les différencier et organiser l'article.

### Movies' Plaza
En 1989 avec l'ouverture de Pleasure Island, Disney proposa à AMC Theatres d'ouvrir un complexe de cinéma aux abords de l'île. Baptisé AMC Pleasure Island 10 le complexe offre dix salles de cinéma de haut qualité. Walt Disney Imagineering aida la société à concevoir l'aspect extérieur du bâtiment. Il ressemble à un immense hangar doté d'une entrée avec une verrière. À proximité un château d'eau en forme de réservoir rappelle les studios d'Hollywood.
Devant le bâtiment le long du canal, la place est ornée d'une immense fontaine circulaire. Un pont part de la place rejoindre Pleasure Island, passant au-dessus d'un chemin construit fin 1997 sur l'eau, reliant l'angle nord-est de West Side au parking situé juste au sud de l'île et permettant aux personnes de ne pas contourner le Planet Hollywood et sa file d'attente, ainsi que celle de l'AMC Theatre.
Le 18 décembre 1994 le Planet Hollywood ouvre ses portes. Cette célèbre chaîne de restaurants, détenue par des stars du cinéma (Sylvester Stallone, Arnold Schwarzenegger, Bruce Willis et Demi Moore), ouvre ici le plus extravagant de ses restaurants. Une sphère bleue de 28 m, avec le nom Planet Hollywood écrit en rouge dessus et des étoiles, évoque le logo et les couleurs de la marque et accueille une salle de 400 couverts. Elle est construite sur le canal et semble flotter sur l'eau. On y accède par un escalier couvert d'un auvent vert et rose, perçant la sphère juste sous une soucoupe volante fichée dedans. À l'intérieur, le restaurant accueille les visiteurs dans un décor constitué d'objets de cinéma dont un exemplaire de la coccinelle accroché au plafond.
Dehors un mat avec une sphère bleue marquée du logo de la marque évoque à la fois la Lune (pour la Planet Hollywwood) et les signes à l'entrée des stations services. Une tonnelle a été ajoutée peu après l'ouverture afin de protéger les clients qui font la queue devant le restaurant. À côté, un pavillon vert et rose surmonté d'un crocodile sert de boutique, le Planet Hollywood on Location.

### East Block
Cette partie est composée des boutiques construites le long de l'immense bâtiment d'AMC Theatre et des restaurants de l'autre côté de la rue centrale de West Side.
- Mickey's Groove est une boutique sur Mickey Mouse, ouverte en 2003 pour le 75e anniversaire de la souris. On peut y trouver tout ce que l'on désire sur ce personnage. Elle remplace la boutique All-Star Gear qui fut construite en double à Disney's Wide World of Sports. Seule cette dernière reste.
- Starabilias est une boutique de souvenirs sur les icônes de l'Amérique du Nord.
- Disney's Candy Cauldron est une autre boutique de bonbons.
- Magnetron Magnetz est une boutique exclusivement sur les magnets, ces plaques aimantées que l'on peut mettre surtout sur les frigos. Elle fait pendant à Disney's Pin Traders dans la Marketplace.
- Hoypoloi est une boutique sur les vertus des quatre éléments et la relaxation.
- Sosa Family Cigars est une luxueuse cave à cigares.
- Sunglass Icon est une boutique sur cet indispensable accessoire que sont les lunettes de soleil. Jusqu'en 2001 la boutique s'appelait Celebrity Eyeworks.
- Magic Masters est une boutique sur la magie. Les frères Siegfried et Roy devaient construire une attraction et une boutique dans West Side. Elle devait s'appeler Copperfield Magic Underground and Store. Mais ne pouvant être à la fois à Las Vegas et en Floride, le projet n'aboutit pas.
- La Wildhorse Store occupait jusqu'en 2001 un espace juste entre Magic Masters et l'AMC Theatre. Elle proposait des articles sur l'ouest américain. Elle était liée à la boîte de nuit de Pleasure Island.

À l'autre bout du bâtiment, une rotonde basse set de seconde entrée au AMC Theatre 24 et permet d'accéder aux nombreuses salles de cinéma.
Une boutique se trouve au bout de la rue séparant l'AMC Theatres du Virgin Megastore, après la seconde entrée du cinéma.
- Guitar Gallery by George's Music propose des guitares de collections (ou non) principalement électriques.

De l'autre côté de la rue, deux bâtiments se partagent la berge.
Le premier près de Pleasure Island accueillait :
- Forty Thirst Street qui occupait un angle du bâtiment et servait des cappuccinos et des jus de fruits ;
- Bongo's Cuban Café est un restaurant-concert détenu par Gloria Estefan depuis 1997. Un énorme ananas surmonte le bâtiment de style cubain. Un toit vert symbolise une feuille au-dessus des deux niveaux du bâtiment de couleur rose avec un balcon-terrasse à colonnades. Ce restaurant est inspiré de celui détenu par la star à Miami, appelé Lario's (d'après le prénom de son mari). Le bâtiment est l'œuvre du cabinet d'architecte Arquitectonica. Le 9 mai 2019, le restaurant annonce sa fermeture pour août 2019[4]. Le 12 août 2019, Le restaurant  précise sa date de fermeture définitive au 18 août[5].

Entre les deux bâtiments un chapiteau temporaire fut construit en 2001.

### West Block
Quatre bâtiments constituent cette zone, deux de chaque côté de la voie centrale.
- Splitsville, un bowling détenu par la société éponyme, prévu pour l'automne 2012[6] doit accueillir dans ses 50 000 pieds carrés (4 645 m2) : 30 pistes de bowling, des billards, un restaurant et un espace de danse. La date officielle d'ouverture, le 19 décembre, a été annoncée le 8 décembre, et le décor s'inspire des années 1950[7].

Cet espace remplace les éléments suivants :
- Virgin Megastore qui était hébergé dans un énorme bâtiment circulaire de trois étages (mais avec quelques entrepôts derrière). L'entrée se faisait par un hall en verre de la hauteur du bâtiment apportant de la lumière. À l'intérieur, deux immenses niveaux proposaient des CD et DVD sur 4 900 m2. Le premier étage est d'une grande hauteur sous plafond. À l'étage un café et un studio de radio proposent de se relaxer et d'écouter de la musique. À la suite d'une annonce faite le 3 mars 2009 par la société exploitant les Virgin Megastore américains indiquant la fermeture de ses six derniers magasins dont celui de Downtown Disney Floride[8].
- Ridemakerz une boutique de jouets installée dans le bâtiment en 2009 à la suite de la fermeture du Virgin et transférée à Market Place avant l'ouverture de Splitsville.
- DisneyQuest était un énorme bâtiment perpendiculaire de couleur turquoise et de cinq étages. Il devait fermer ses portes en 2007 au profit d'une ESPN Zone. Le 3 juin 2015, Disney annonce la fermeture du DisneyQuest et son remplacement en 2016 par un concept d'attraction/restaurant nommé NBA Experience, alors que NBA City à Universal Orlando Resort vient de fermer[9],[10],[11]. Il accueillait :
  - Le Disney Quest Indoor Interactive Theme Park, cinq étages de jeux vidéo de grande qualité avec simulateur de vol et autres jeux en 3D. Des escalators reliaient chaque étage. L'entrée était payante ;
  - DisneyQuest Emporium, la boutique située juste avant la sortie du bâtiment ;
  - FoodQuest était le restaurant situé à l'intérieur, le billet d'entrée était requis pour y accéder.
- NBA Experience. Le 19 octobre 2017, Disney World dévoile le concept de la future attraction NBA Experience désormais prévue en 2019[12],[13].
- Wolfgang Puck's Grand Cafe est un grand restaurant de cuisine californienne. Il est hébergé dans un bâtiment en éventail, très coloré. Les couleurs utilisées sont jaune, orange, noir et un peu de vert. Un autre restaurant, plus proche du snack, se trouve à Marketplace.
- House of Blues est un restaurant-boutique-salle de concert dans une « vieille demeure » du Sud des États-Unis. Une voiture de police sortie du film Blues Brothers est garée dans le jardin sur le côté du bâtiment.
  - House of Blues est un restaurant qui sert aussi de salle de concert, très intimiste.
  - House of Blues Company Store propose des articles sur le blues.

### Circus Block
Cette partie est le lieu d'un chapiteau de cirque permanent.
Le Cirque du Soleil propose ici un spectacle intitulé La Nouba avec plus de 60 artistes. Le cirque a été construit spécialement pour ce spectacle inauguré le 23 décembre 1998. La société canadienne  présente de nombreux spectacles dont certains sont permanents comme à Las Vegas. Le 3 mars 2017, le Cirque du Soleil annonce la fermeture du spectacle La Nouba pour la fin de l'année 2017. Le 18 décembre 2017, le Cirque du Soleil annonce un nouveau spectacle sur le thème de l'animation pour remplacer La Nouba qui s'arrête le 31 décembre,.
Entre le cirque et le House of Blues, un ponton permet d'utiliser les bateaux naviguant sur le Lake Buena Vista, on peut ainsi rejoindre la Marketplace ou le Disney's Port Orleans Resort.
Derrière le cirque, une esplanade engazonnée permet de se détendre et de rejoindre les parkings situés à proximité. Cette zone permet d'agrandir Downtown Disney.